# Kiyoshi Kurosu
| 7666 Keyaki | 4 novembre 1994 |
| 11127 Hagi  | 20 ottobre 1996 |

Kiyoshi Kurosu 黒須 潔 (くろす きよし?, Kurosu Kiyoshi) (Sendai, 1965) è un astronomo giapponese.
Il Minor Planet Center gli accredita la scoperta di due asteroidi, effettuate tra il 1994 e il 1996, entrambe presso l'osservatorio di Sendai. Esse risultano accreditate a K. Cross, in quanto "くろす" (Kurosu) può anche essere letto come attraversare, in inglese to cross.
Dopo aver lasciato l'osservatorio, si è dedicato a ricerche storiografiche sulla regione di Sendai.